# Luge nos Jogos Olímpicos de Inverno de 2006

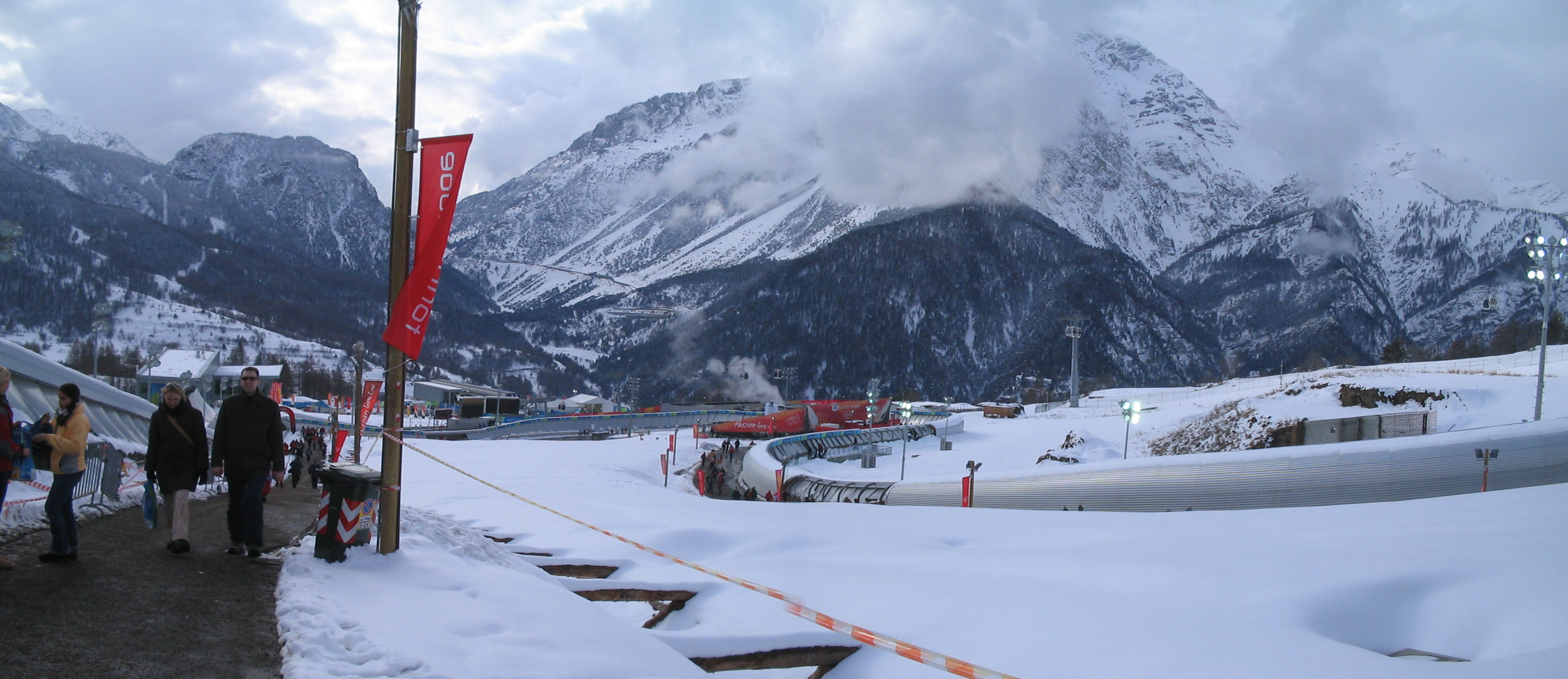
Pista de deslizamento durante os Jogos

As competições de luge nos Jogos Olímpicos de Inverno de 2006 foram disputadas entre 11 e 15 de fevereiro em Turim, na Itália. O luge é dividido em três eventos. As competições foram realizados no Cesana Pariol.

## Calendário
| Fevereiro | 10 | 11 | 12 | 13 | 14 | 15 | 16 | 17 | 18 | 19 | 20 | 21 | 22 | 23 | 24 | 25 | 26 |
| --------- | -- | -- | -- | -- | -- | -- | -- | -- | -- | -- | -- | -- | -- | -- | -- | -- | -- |
| Luge      |    |    | 1  |    | 1  | 1  |    |    |    |    |    |    |    |    |    |    |    |

|  | Dia de competição |  | Dia de final |  | Exibição de gala |

## Eventos
- Individual feminino
- Individual masculino
- Duplas mistas

## Medalhistas
| Evento                        | Ouro                                       | Prata                                          | Bronze                                               |
| ----------------------------- | ------------------------------------------ | ---------------------------------------------- | ---------------------------------------------------- |
| Individual masculino detalhes | Armin Zöggeler ITA Itália                  | Albert Demchenko RUS Rússia                    | Mārtiņš Rubenis LAT Letônia                          |
| Individual feminino detalhes  | Sylke Otto GER Alemanha                    | Silke Kraushaar GER Alemanha                   | Tatjana Hüfner GER Alemanha                          |
| Duplas detalhes               | Andreas Linger Wolfgang Linger AUT Áustria | André Florschütz Torsten Wustlich GER Alemanha | Gerhard Plankensteiner Oswald Haselrieder ITA Itália |

## Quadro de medalhas
| Ordem | País         | Medalha de ouro | Medalha de prata | Medalha de bronze |   | Ordem por total |
| ----- | ------------ | --------------- | ---------------- | ----------------- | - | --------------- |
| 1     | GER Alemanha | 1               | 2                | 1                 | 4 | 1               |
| 2     | ITA Itália   | 1               |                  | 1                 | 2 | 2               |
| 3     | AUT Áustria  | 1               |                  |                   | 1 | 3               |
| 4     | RUS Rússia   |                 | 1                |                   | 1 | 3               |
| 5     | LAT Letônia  |                 |                  | 1                 | 1 | 3               |
| TOTAL | TOTAL        | 3               | 3                | 3                 | 9 | —               |